# 547. Grenadier-Division
Die 547. Grenadier-Division, später 547. Volksgrenadier-Division, war ein Großverband der Wehrmacht im Zweiten Weltkrieg. 

## Geschichte
Die 547. Grenadier-Division sollte am 11. Juli 1944 im Wehrkreis V als sogenannte Sperrdivision in der 29. Aufstellungswelle aufgestellt werden. Die tatsächliche Aufstellung war aber am 27. Juli 19444. Ab August 1944 war die Division in der Heeresgruppe Mitte bei der 4. Armee und kämpfte in Litauen. 
Am 9. Oktober 1944, wurde die 547. Grenadier-Division in 547. Volksgrenadier-Division umbenannt. Die Umgruppierung sollte auf den Stand einer Division der 32. Aufstellungswelle erfolgen. 

## 547. Volksgrenadier-Division
Die 547. Volksgrenadier-Division kämpfte, weiterhin bei der 4. Armee in Litauen, kam im darauffolgenden Monat mit der 4. Armee bis Januar 1945 nach Ostpreußen. Der Verband wurde im Februar 1945 bei Zinten vernichtet. Die Reste der Division blieben bei der 4. Armee, nun unter der Heeresgruppe Nord, in Ostpreußen. Hier wurden sie auf andere Division aufgeteilt, wobei die Infanterie zur 170. Infanterie-Division kam.
Ab März 1945 wurde die Division neu aufgestellt und war dafür zur Verfügung der 2. Armee in der Heeresgruppe Weichsel in Westpreußen gesetzt. Am 10. März 1945 wurde die Division mit nur zwei Regimentern bei Schwedt an der Oder neu aufgestellt. Hierfür wurde die Schatten-Division Hannover herangezogen. Das Grenadier-Regiment 1093 wurde nicht erneut eingerichtet und das Artillerie-Regiment bestand nur aus einer Abteilung. Anschließend kam sie zur 3. Panzerarmee und wurde an der Oderfront gegen die Rote Armee eingesetzt.
Im Mai 1945 ging die 547. Volksgrenadier-Division bei Schwerin in Mecklenburg in US-amerikanische Kriegsgefangenschaft.

## Gliederung Juli 1944
- Grenadier-Regiment 1091 mit zwei Bataillonen
- Grenadier-Regiment 1092 mit zwei Bataillonen
- Grenadier-Regiment 1093 mit zwei Bataillonen
- Artillerie-Regiment 1547 mit vier Abteilungen
- Divisions-Einheiten 1547, u. a. Füsilier-Kompanie 547

## Kommandeure
- Oberst/Generalmajor d. R. Ernst Meiners: von der Aufstellung im Juli 1944 bis April 1945
- Generalmajor Erich Fronhöfer: von April 1945 bis Kriegsende